# Jean de Dunois
Pour les articles homonymes, voir Dunois.
 (janvier 2015).
Jean de Dunois ou Jean d'Orléans, comte de Dunois, dit « le bâtard d'Orléans », né en février 1403 et mort le 24 novembre 1468 au château de Lay (L'Haÿ-les-Roses), près de Paris, est un noble et officier français, connu comme un des grands chefs militaires de la guerre de Cent Ans, et particulièrement comme compagnon d'armes de Jeanne d'Arc lors de la levée du siège d'Orléans (1429).
Fils naturel de Louis Ier d'Orléans, chef de la maison d'Orléans, branche cadette de la maison de Valois, dont l'assassinat en 1407 déclenche à terme la guerre civile entre Armagnacs et Bourguignons, le bâtard d'Orléans s'engage dans les rangs des Armagnacs et, à la mort de Charles VI en 1422, prend parti pour Charles VII dépossédé de la succession par le traité de Troyes (1420) au profit du roi d'Angleterre Henri VI.
Il mène les troupes françaises lors de la levée du siège de Montargis le 5 septembre 1427, aux côtés de ses compagnons La Hire et Ponton de Xaintrailles, premier grand revers anglais de la guerre de cent ans.
Lors du siège d'Orléans (1428-1429), en l'absence de ses demi-frères légitimes le duc Charles d'Orléans et le comte Jean d'Angoulême, prisonniers des Anglais, Jean devient le chef de fait des Orléans. C'est alors qu'il s'illustre en tant que compagnon d'armes de Jeanne d'Arc.
Jean d'Orléans obtient par la suite les comtés de Dunois (1439) et de Longueville (1443).
Sous le règne de Louis XI, il participe à la révolte nobiliaire du Bien public (1465).

## Biographie

### Origines familiales et formation
Jean est le fils illégitime de Louis, duc d'Orléans (1372-1407), fils cadet de Charles V et frère tout-puissant de Charles VI. Sa mère est Mariette d'Enghien, dame de Wiege et de Fagnoles, fille de Jacques d'Enghien, seigneur d'Havré et de Marie de Roucy de Pierrepont. Depuis 1389, elle est l'épouse d'Aubert le Flamenc, seigneur de Canny et de Varenne, conseiller et chambellan de Charles d'Orléans.
L'enfant est élevé dans la famille légitime de son père aux côtés de son demi-frère Charles d'Orléans, et notamment, dans les premières années, sous la direction de l'épouse de celui-ci, Valentine Visconti (1366-1408), comtesse de Vertus. Cette pratique est d'usage courant à l'époque dans les familles nobles ou de lignage royal. Valentine Visconti l'aurait confié à la famille de Sarrebrück-Commercy, après l'assassinat de son mari.
Il est souvent désigné comme « le bâtard d'Orléans » et appelé « Dunois », raccourci de son titre comtal, à partir de l'obtention de celui-ci.

### Faits d'armes pendant la guerre de Cent Ans

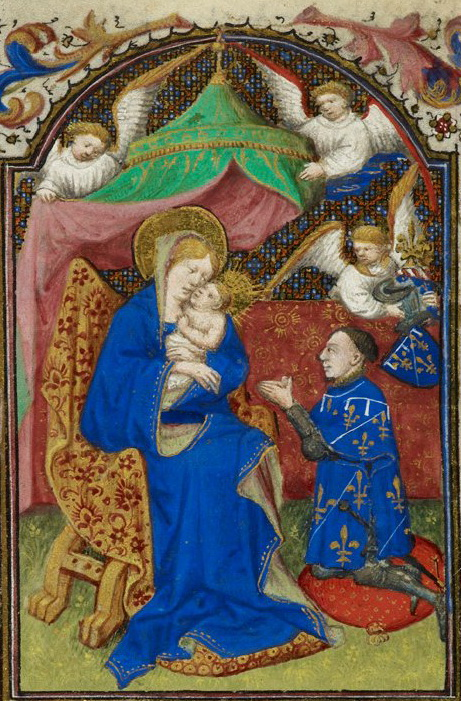
Jean de Dunois en prière devant la Vierge, Heures de Dunois, Londres, British Library, vers 1436.

Dès 1422, Jean d'Orléans embrasse la cause de Charles VII, dépossédé de son royaume à la suite du traité de Troyes (1420) et réfugié à Bourges.
Jean se distingue de bonne heure par sa vaillance : à 25 ans, il bat, avec 1 600 hommes, sous les murs de Montargis, 3 000 Anglais commandés par lord Warwick, lord Suffolk et Sir John de la Pole.
Lors du siège d'Orléans (1428-1429), le bâtard d'Orléans assume le rôle de chef militaire de la maison d'Orléans, rameau de la dynastie royale des Valois, puisque le duché d'Orléans est privé de ses dirigeants légitimes. En effet, les deux demi-frères du bâtard, le duc Charles d'Orléans et le comte Jean d'Angoulême, demeurent prisonniers des Anglais. Le commandement des centaines d'hommes d'armes dépêchés par Charles VII afin de protéger la capitale du duché incombe ainsi au futur comte de Dunois. Le bâtard ne paraît pas encore jouer de « rôle proprement politique » en ce temps bien qu'il siège au Conseil royal à partir de l'année 1428.
Jean devient un compagnon d'armes de Jeanne d'Arc dès sa venue devant Orléans assiégée, participant à nombre de ses faits d'armes. Il participe à la levée du siège puis contribue à la victoire de Patay en 1429.

Armoiries portées par Jean de Dunois après 1439.

Il s'illustre encore après la disparition de la Pucelle. En 1432, il réduit la ville de Chartres, et en 1436 il reprend conjointement avec le comte Arthur de Richemont la ville de Paris sur les Anglais. Il reçoit en récompense, le 21 juillet 1439 le titre de grand chambellan de France avec les honneurs de prince légitime. Il domine alors le Conseil du roi, appuyé par la clientèle de Yolande d'Aragon, belle-mère du roi.
Toutefois, Dunois se montre mécontent du peu d'efforts consentis par Charles VII pour obtenir la libération de son demi-frère Charles d'Orléans, prisonnier des Anglais depuis la bataille d'Azincourt. Par conséquent, il entre dans une conspiration tramée par Georges de la Trémoille contre Charles VII et participa en 1440 à la Praguerie, révolte féodale à laquelle prit également part le Dauphin (futur Louis XI). Il reçoit ensuite le pardon du souverain.
Il participe aux sièges de Gallardon et de Dieppe ainsi qu'à celui d'Harfleur (celui de 1450). En 1444, le roi le nomme son lieutenant général ; à peine revêtu de cette haute dignité, il expulse les Anglais de la Normandie par la victoire de Formigny, et le siège de Caen en 1450.
Puis, il conquiert la Guyenne, tenue par les Anglais depuis le remariage d'Aliénor d'Aquitaine avec le futur roi d'Angleterre en 1152 : la prise de Bordeaux  marque la fin de la guerre de Cent Ans.

### Sous le règne deLouisXI: la guerre du Bien public
Après la mort de Charles VII, Dunois, mécontent de son successeur, entre dans la Ligue du Bien public en 1465. Lors du siège de Paris, il reçoit au château de Beauté les notables de la capitale dont il exige la reddition. Mais ceux-ci, menacés par les agents de Louis XI, ne cèdent pas. Dunois négocie le traité de Conflans, et, rentré en grâce, préside le conseil de réformation pour le bien public, dit Conseil des Trente-Six. Réconcilié avec Louis XI, il fait de cet organe un fidèle instrument du pouvoir royal.
Dunois meurt le 24 novembre 1468 à Lay et est inhumé près de sa femme à la chapelle Saint-Jean-Baptiste de Notre-Dame de Cléry.

## Titulature

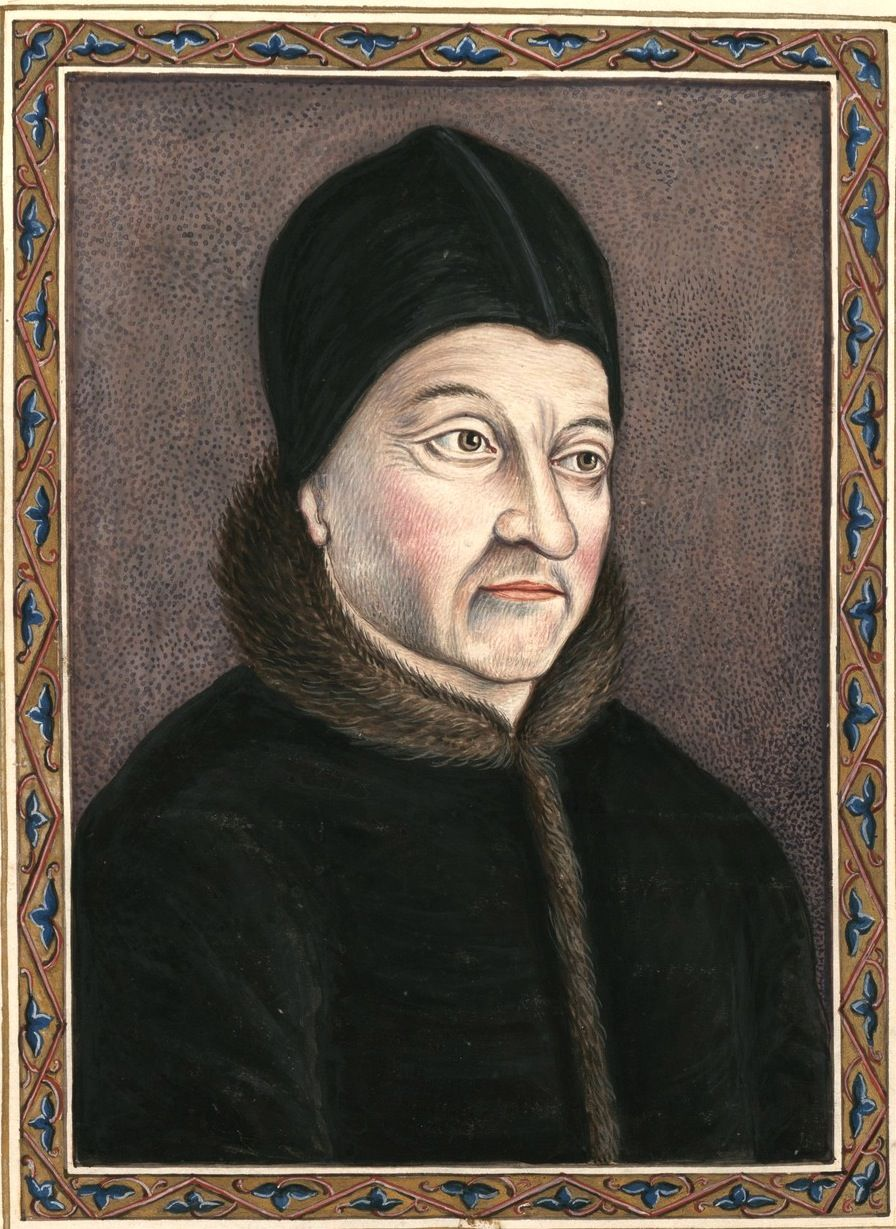
Jean d'Orléans, comte de Dunois et de Longueville. Album « Recueil de costumes de Gaignières », XVIIe siècle, Paris, BnF.

Dunois reçut plusieurs seigneuries : Valbonnais en 1421, Claix, comté de Dunois en 1439, comté de Longueville en 1443. Par son mariage avec Marie d'Harcourt en 1439, il fut aussi seigneur de Parthenay. En 1456, le duc de Savoie lui avait également vendu la baronnie de Gex (Ain), avec la possibilité de la lui racheter au même prix 10 années plus tard, ce qui se produisit en 1466.
Il occupa plusieurs grands offices du royaume : il fut grand chambellan de France en 1439 et lieutenant général du royaume en 1444.
Ses armoiries furent d'azur à trois fleurs de lys d'or brisé d'un lambel d'argent (les armes de son père, le duc d'Orléans) brisé d'une traverse de sable (un signe de bâtardise) puis d'Orléans, brisé d'une barre d'argent. Ses descendants, les  Orléans-Longueville, renversèrent la barre en bande, effaçant ainsi le signe de bâtardise.

## Mariages et descendance

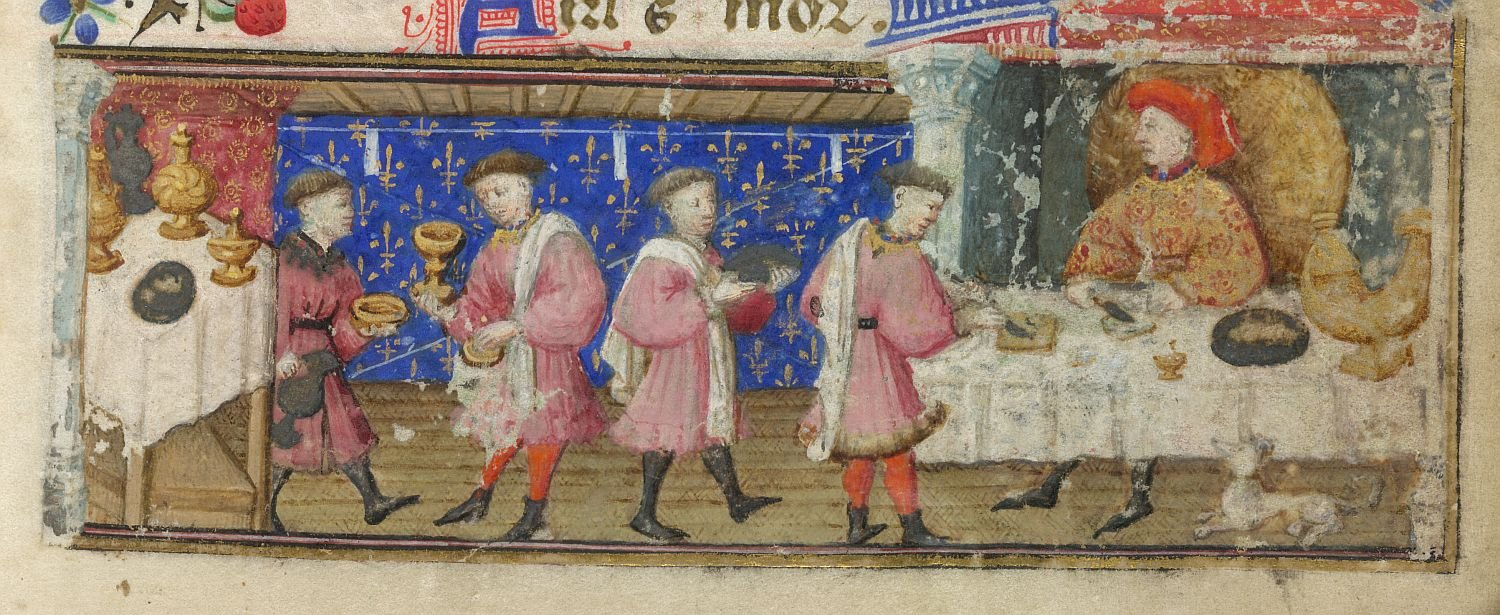
Jean de Dunois à table (détail d'une miniature),
Londres, British Library, Heures de Dunois, 1, vers 1440-1450 (après 1436).

Il épousa, en avril 1422 à Bourges, Marie Louvet (morte en 1426), fille de Jean Louvet, seigneur de Mérindol et président de la chambre des comptes d'Aix-en-Provence.
Dunois épousa en secondes noces, le 26 octobre 1439, Marie d'Harcourt (morte en 1464 ; héritière de la branche des Harcourt barons de Montgomery (à St-Germain et Ste-Foy) et de Parthenay, sires de Varenguebec et connétables de Normandie, seigneurs de Montreuil-Bellay, princes de Châtelaillon, vicomtes de Melun et d'Abbeville, comtes de Tancarville et chambellans de Normandie), union dont on connaît quatre enfants :
- Marie (1440-?), mariée en 1466 avec Louis de la Haye (-du-Puits) sire de Passavant et Mortagne.
- Jean (1443-1453)
- François Ier d'Orléans-Longueville (1447-1491), comte de Dunois, comte de Tancarville, de Longueville et de Montgomery, baron de Varenguebec et Parthenay, vicomte de Melun, Grand chambellan de France, gouverneur de Normandie et du Dauphiné, connétable et chambellan de Normandie, marié le 2 juillet 1466 avec Agnès de Savoie (1445-1508), d'où est issue la branche des Orléans-Longueville, ducs de Longueville et princes de Neuchâtel.
- Catherine d'Orléans (1449-1501), mariée le 14 mai 1468 avec « Jean VII de Sarrebruck » (v. 1430-1492), comte de Roucy[11],[12].

### Bibliographie

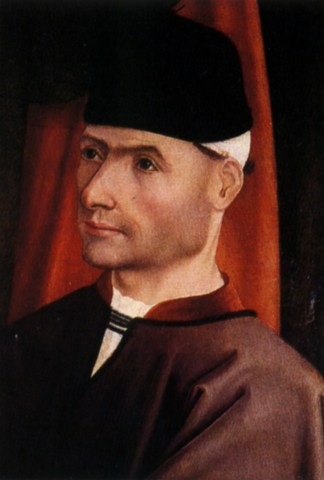
Portrait présumé de Jean de Dunois, XVe siècle
(collection particulière).